# Nocticanace scapania
Nocticanace scapania är en tvåvingeart som beskrevs av Wirth 1969. Nocticanace scapania ingår i släktet Nocticanace och familjen Canacidae. Inga underarter finns listade i Catalogue of Life.